# Austurland
Austurland – region Islandii, położony we wschodniej części kraju. Zamieszkuje go 12,8 tys. mieszk. (2015). Ośrodkiem administracyjnym regionu jest Egilsstaðir.

## Gminy regionu
W skład regionu wchodzi 9 gmin:
| Kod  | Gmina                       | Ludność (1 stycznia 2015) | Ludność (1 stycznia 2018) | Powierzchnia (km²) |
| ---- | --------------------------- | ------------------------- | ------------------------- | ------------------ |
| 7000 | Seyðisfjarðarkaupstaður     | 653                       | 676                       | 213                |
| 7300 | Fjarðabyggð                 | 4 747                     | 4 777                     | 1 164              |
| 7502 | Vopnafjarðarhreppur         | 674                       | 655                       | 1 903              |
| 7505 | Fljótsdalshreppur           | 75                        | 76                        | 1 516              |
| 7509 | Borgarfjarðarhreppur        | 135                       | 108                       | 441                |
| 7613 | Breiðdalshreppur            | 186                       | 185                       | 452                |
| 7617 | Djúpavogshreppur            | 422                       | 461                       | 1 133              |
| 7620 | Fljótsdalshérað             | 3 454                     | 3 547                     | 8 884              |
| 7708 | Sveitarfélagið Hornafjörður | 2 150                     | 2 306                     | 6 280              |

## Miejscowości regionu
W poszczególnych miejscowościach regionu zamieszkiwała następująca liczba ludności (stan na 1 stycznia 2018):
- Egilsstaðir (Fljótsdalshérað) – 2464 mieszk.,
- Höfn í Hornafirði (Hornafjörður) - 1677 mieszk.,
- Neskaupstaður (Fjarðabyggð) - 1469 mieszk.,
- Reyðarfjörður (Fjarðabyggð) - 1270 mieszk.,
- Eskifjörður (Fjarðabyggð) - 1006 mieszk.,
- Fáskrúðsfjörður (Fjarðabyggð) - 712 mieszk.,
- Seyðisfjörður (Seyðisfjarðarkaupstaður) - 663 mieszk.,
- Vopnafjörður (Vopnafjarðarhreppur) - 526 mieszk.,
- Fellabær (Fljótsdalshérað) - 395 mieszk.,
- Djúpivogur (Djúpavogshreppur) - 357 mieszk.,
- Stöðvarfjörður (Fjarðabyggð) - 184 mieszk.,
- Breiðdalsvík (Breiðdalshreppur) - 137 mieszk.,
- Nesjahverfi í Hornafirði (Hornafjörður) - 92 mieszk.,
- Borgarfjörður eystri (Borgarfjarðarhreppur) - 76 mieszk.

W pozostałych mniejszych miejscowościach i na obszarach wiejskich zamieszkiwało 1763 osoby.